# Virgilio Maroso
Virgilio Maroso (Marostica, Véneto, 26 de junio de 1925-Turín, 4 de mayo de 1949) fue un futbolista italiano. Se desempeñaba en la posición de defensa. Fue uno de los futbolistas que fallecieron en la Tragedia de Superga.

## Selección nacional
Fue internacional con la selección de fútbol de Italia en 7 ocasiones y marcó 1 gol. Debutó el 11 de noviembre de 1945, en un encuentro amistoso ante la selección de Suiza que finalizó con marcador de 4-4.

## Clubes
| Club               | País   | Año       |
| ------------------ | ------ | --------- |
| Alessandria Calcio | Italia | 1944      |
| Torino F. C.       | Italia | 1945-1949 |

## Palmarés

### Campeonatos nacionales
| Título  | Club         | País   | Año     |
| ------- | ------------ | ------ | ------- |
| Serie A | Torino F. C. | Italia | 1945-46 |
| Serie A | Torino F. C. | Italia | 1946-47 |
| Serie A | Torino F. C. | Italia | 1947-48 |
| Serie A | Torino F. C. | Italia | 1948-49 |